# Kapellendorf
Kapellendorf é um município da Alemanha, situado no distrito de Weimarer Land, no estado da Turíngia. Tem 5,36 km² de área, e sua população em 2019 foi estimada em 414 habitantes.